# Református templom (Sáromberke)
Sáromberke református temploma egy történelmi műemlék, amely a Maros megyei Sáromberkén található, Nagyernye községben. Az Országos Régészeti Nyilvántartásban az 116689.05 kóddal szerepel.

## Fordítás
Ez a szócikk részben vagy egészben  a   Biserica reformată din Dumbrăvioara című román Wikipédia-szócikk ezen változatának fordításán alapul.  Az eredeti cikk szerkesztőit annak laptörténete sorolja fel. Ez a jelzés csupán a megfogalmazás eredetét és a szerzői jogokat jelzi, nem szolgál a cikkben szereplő információk forrásmegjelöléseként.